# Neunhausen
Neunhausen (luxemburgués: Néngsen) es una comuna y pueblo al noroeste de Luxemburgo. Forma parte del cantón de Wiltz, que a su vez forma parte del distrito de Diekirch. Neunhausen es la comuna de menor población y densidad de todo el país.  El centro administrativo es la población de Bonnal.

## Neunhausen hoy
En 2001 la población del pueblo de Neunhausen, al sur de la comuna, era de 62 habitantes.  Los otros pueblos dentro de esta comuna son Bonnal e Insenborn.